# 小林雅哉
小林 雅哉（こばやし まさや、1979年-  ）は、日本の警察官僚。警察庁長官官房人事課監察官。

## 来歴
東京都出身。東京大学法学部を卒業後、2003年 (平成15年)、警察庁に入庁。
入庁後、熊本県警察本部刑事部捜査第二課長、警視庁警備部第四機動隊長、大阪府警察本部刑事部捜査第二課長、警察庁警備局警備運用部警備第二課理事官などを歴任。
2020年4月1日、初代沖縄県警察本部警備部参事官兼国境離島警備隊長に就任。発足式で、「いかなる事案にも適切に対処できる精強な部隊であり続けるよう、訓練を積み重ねる」と抱負を述べた。
その後、沖縄県警察本部警備部長、警察庁長官官房企画官兼警備局警備企画課理事官、神奈川県警察本部警備部長を歴任。
2024年1月26日、警視庁第一方面本部長兼警務部参事官に就任。
2025年3月31日、警察庁長官官房人事課監察官に就任。

## 略歴
- 2003年4月-   警察庁入庁[1][4]
- 2009年2月-   熊本県警察本部刑事部捜査第二課長[8]
- 2010年6月-   国土交通省道路局路政課道路利用調整室課長補佐[9]
- 2014年3月-   警視庁警備部第四機動隊長[10]
- 2015年8月-   警察庁長官官房総務課課長補佐[11]
- 2017年8月-   大阪府警察本部刑事部捜査第二課長[12]
- 2019年
  - 1月-   警察庁警備局警備企画課理事官兼警備運用部付[13]
  - 7月-   警察庁警備局警備運用部警備第二課理事官兼警備企画課付[14]
- 2020年
  - 4月-   沖縄県警察本部警備部参事官兼国境離島警備隊長 (初代)[1][5]
  - 9月-   沖縄県警察本部警備部長[15]
- 2021年10月-  警察庁長官官房企画官兼警備局警備企画課理事官兼情報通信局付[16]
- 2022年4月-     警察庁長官官房企画官兼警備局警備企画課理事官兼サイバー警察局サイバー捜査課付兼警察大学校警察政策研究センター付[17]
- 2023年1月-     神奈川県警察本部警備部長[4][6]
- 2024年1月-     警視庁第一方面本部長兼警務部参事官[7][注釈 1]
- 2025年3月-     警察庁長官官房人事課監察官[2][3]